# Gajówka Czarne Pole
Gajówka Czarne Pole – osada leśna wsi Lipie w Polsce, położona w województwie świętokrzyskim, w powiecie starachowickim, w gminie Brody.
W latach 1975–1998 osada administracyjnie należała do województwa kieleckiego.
Wierni Kościoła rzymskokatolickiego należą do parafii Świętej Trójcy w Starachowicach.